# رودزیا ۱۱۹۷
سیارک ۱۱۹۷ (به انگلیسی: 1197 Rhodesia، نامگذاری:1931LD) هزار و صد و نود و هفتمین سیارک کشف شده‌است که در ۹ ژوئن ۱۹۳۱ کشف شد.
قدر مطلق سیارک برابر ۱۰٫۰۰ است.